# Mary Anderson (fictie)
Mary Anderson is een personage uit de soapserie Days of our Lives. Het personage was tien jaar lang in de serie aanwezig en werd door zeven verschillende actrices gespeeld. Barbara Stanger speelde de rol het langst (zes jaar).

## Personagebeschrijving
Mary Anderson is de dochter van Phyllis en Bob Anderson. Ze kwam met haar ouders naar Salem in 1972.
In 1974 probeerde haar moeder Julie Olson neer te schieten, maar het was Mary die geraakt werd. In 1977 had ze een korte verhouding met Neil Curtis, die op dat moment met haar moeder getrouwd was. Later dat jaar begon ze tijd door te brengen met Chris Kositchek die voor Anderson Manufacturing werkte. Phyllis wilde wraak nemen op haar dochter en probeerde Chris om te kopen om Mary te laten vallen, maar dat weigerde hij. Zelfs nadat Phyllis hem vertelde over de affaire tussen Mary en Neil bleef hij voor haar kiezen. Toen Chris ontslag nam om een eigen bedrijf op te richten steunde Mary hem, maar ze kwamen beiden terug toen Bob hen dat vroeg.
Later dat jaar onthulde Mary de vuile zaakjes van Linda Patterson en Stephanie Woodruff en Bob nam de macht van Linda in het bedrijf af. Chris vroeg Mary ten huwelijk, maar ze wees hem af en ze gingen uit elkaar. Chris begon nu een relatie met Amanda Howard en Mary bedacht zich en besloot voor Chris te vechten. Tijdens een ruzie met hem werd ze per ongeluk door zijn wagen aangereden, maar overleefde dit.
Eind 1979 begon Mary iets met Alex Marshall en in maart 1980 trouwde ze met hem. Na hun huwelijk kreeg haar vader Bob een hartaanval en stierf. Nadat Mary ontdekte dat Alex enkel met haar getrouwd was om Anderson Manufacturing over te nemen schopte ze hem buiten en scheidde van hem.
Ze ontdekte dat David Banning ook bij de zaak betrokken was en zei hem dat hij de stad moest verlaten. In 1981 was Mary jaloers op de relatie van Alex en Marie Horton en ze deed er alles aan om dit te saboteren, wat haar uiteindelijk lukte.
In 1982 werd Mary vermoord door de wurger van Salem (Jake Kositchek). Het bedrijf werd nagelaten aan Phyllis en Melissa.